# Punta Giunchera
Punta Giunchera este o arie protejată (arie specială de conservare — SAC, sit de importanță comunitară — SCI) din Italia întinsă pe o suprafață de 54 ha, din care 71 % marine.

## Localizare
Centrul sitului Punta Giunchera este situat la coordonatele 39°06′17″N 8°25′43″E / 39.104722°N 8.428611°E.

## Înființare
Situl Punta Giunchera a fost declarat sit de importanță comunitară în iunie 1995 pentru a proteja 1 specie de plante și 5 specii de animale. Situl a fost protejat și ca arie specială de conservare în aprilie 2017.

## Biodiversitate
Situată în ecoregiunea mediteraneană, aria protejată conține 7 habitate naturale: Salicornia și alte specii anuale care populează regiunile mlăștinoase și nisipoase, Pășuni mediteraneene udate de apa mării (Juncetalia maritimi), Straturi cu Posidonia (Posidonion oceanicae), Tufărișuri halofile mediteraneene și termo-atlantice (Sarcocornetea fruticosi), Stepe sărăturate mediteraneene (Limonietalia), Lagune de coastă, Golfuri mici largi și golfuri puțin adânci.
La baza desemnării sitului se află mai multe specii protejate:
- plante (1): Limonium insulare
- păsări (4): prundăraș de sărătură (Charadrius alexandrinus), egretă mică (Egretta garzetta), piciorong (Himantopus himantopus), Larus genei
- amfibieni (1): Discoglossus sardus

Pe lângă speciile protejate, pe teritoriul sitului au mai fost identificate 30 de specii de păsări, 1 specie de amfibieni, 6 specii de reptile.